# 葉山美侑
葉山 美侑（はやま みゆき、1989年9月24日 - ）は、日本の女優。JJプロモーション所属。

## 人物・略歴
- 2012年、『BAND A「七隈線」』のPV出演で本格的に活動を開始。舞台を中心に活動。
- 趣味は野球観戦・カラオケ・バドミントン[1]。「心理カウンセラー初級」の資格を持つ[1]。

## 出演

### 舞台
- 家電のきもち（2012年10月13日～10月14日、池袋GEKIBA） - 主演 あき 役
- cafe de 6°第一章～小さな幸せ～（2013年1月26日～1月27日、MODeL T） - 彼女、木下、ココB 役
- ミトリ屋（2013年3月28日～3月31日、遊空間がざびぃ） - 大野冬子 役
- 大正浪漫探偵譚（2013年7月27日～8月1日、八幡山ワーサルシアター） - 早苗 役
- 呪解伝（2013年10月11日～10月13日、明石スタジオ） - いろは 役
- WILD HALF～奇跡の確率～（2014年1月9日～1月11日、コア・いけぶくろ） - 黛小夜子 役
- HIDEYOSHI（2014年3月25日～3月30日、八幡山ワーサルシアター）　- 山田先生 役
- ひとひら（2014年7月2日～7月6日、中野ウエストエンドスタジオ） - 榊美麗 役
- アガサ・クリスティー サスペンス・オムニバス『最後のディナー』『フェイからの電話』（2014年7月22日 コラニー文化ホール、2014年7月23～24日 博品館劇場） - メアリー、ヤングフェイ、乗客の女 役
- WILD HALF～奇跡の確率～再演（2015年1月15日～1月18日、立行会ホール） - リオ 役
- 大正浪漫探偵譚-東堂探偵事務所-（2015年6月9日～6月14日、中野ザ・ポケット） - 愛里百合 役
- 娑婆に脱帽（2015年12月1日～6日、下北沢「劇」小劇場） - 高沢秀子 役
- アシタボシ～明日行きの列車は今宵、満天の星の海を～（2016年5月25日～29日、ラゾーナ川崎プラザソル） - 芹沢昴 役
- ありすとてれす・しんねんかい（2017年1月27～29日、新大久保ホボホボ）- 主演 佐々木てれす 役
- 稽古にて（仮）（2017年4月27～30日、野方スタジオ）- 葉山美侑 役
- まなつぼし（2017年8月24日～28日、新大久保ホボホボ）- 神林夏美 役
- サンタクロースが歌ってくれた（2017年12月13～17日、池袋シアターグリーンBASE THEATER）- ミツ 役
- しゃーろきあん（2018年4月26～30日、新大久保ホボホボ）- 秋山珠理奈 役
- 陳弁ピクトグラム（2018年5月22～27日、浅草九劇）- 千葉ユリ 役

### 映画
- 東京無国籍少女（2015年、東映ビデオ） - 生徒 役

### テレビドラマ
- 誘拐ミステリー超傑作　法月綸太郎　一の悲劇（2016年、フジテレビ）

### PV
- 七隈線（2012年11月、BAND A）

### イベント
- ダイヤモンドルフィーワンマンライブ「ピエロのアトリエ」（2017年11月27日、東京キネマ倶楽部）